# Prapor Parasol

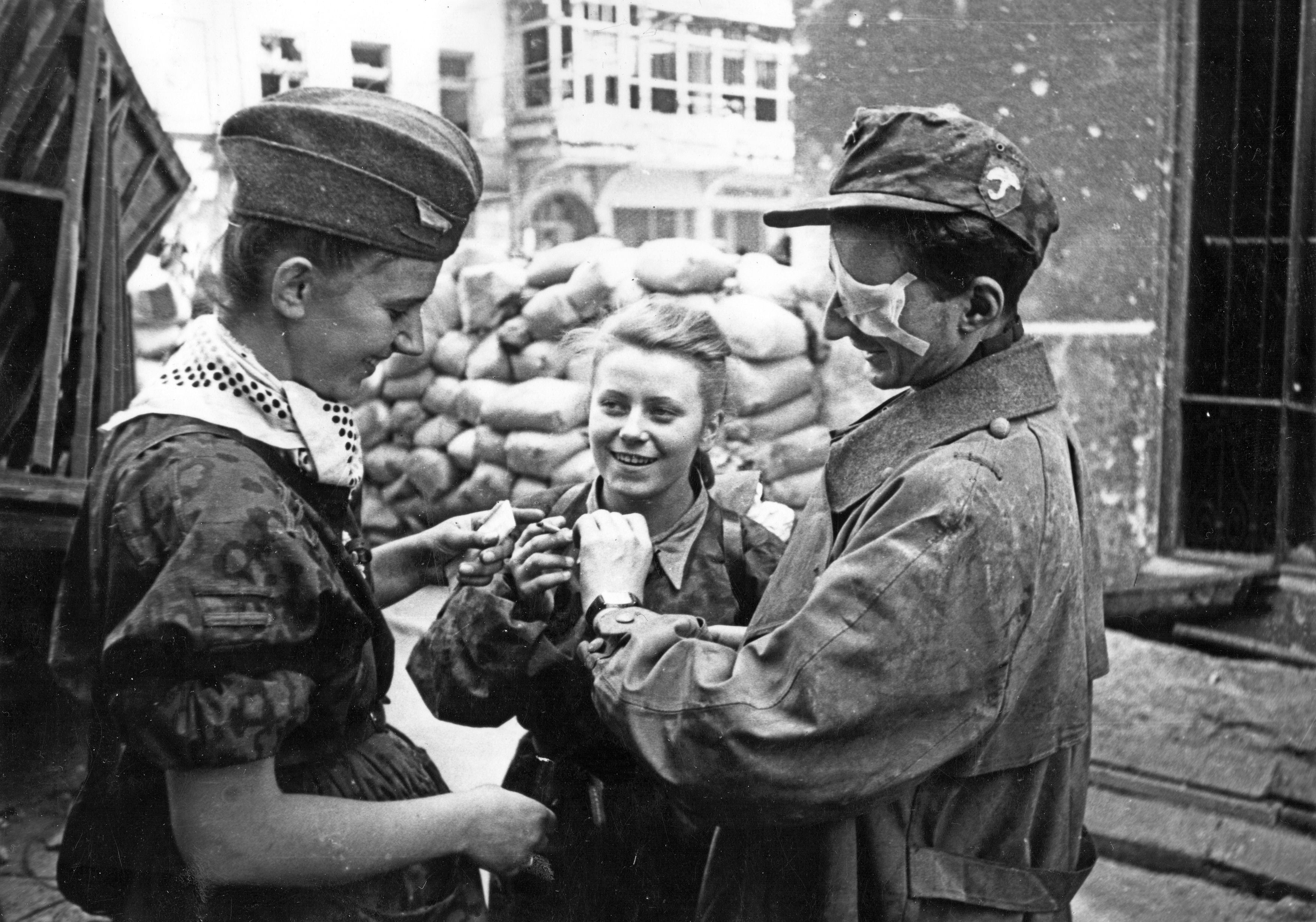
Joachim Joachimczyk: Varšavské povstání: Tři příslušníci praporu Parasol po ústupu kanály. Uprostřed spojka Maria Stypułkowska-Chojecka ("Kama"), vpravo Krzysztof Palester ("Krzych", padl v září)

Prapor Parasol (Deštník) byl elitní harcerský prapor polské Zemské armády, který byl vytvořen na přelomu července a srpna 1943 z harcerů varšavských Útočných skupin Šedých řad.

## Historie
Zpočátku existoval jako rota zvláštního určení Agat, později jako rota zvláštního určení Pegaz a nakonec, po rozsáhlém doplnění, jako prapor Parasol. V letech 1943-1944 působil jako elitní úderný oddíl polského podzemí, mezi jeho úkoly patřily především výkony rozsudků smrti polských podzemních soudů nad pachateli obzvláštních zvěrstev z řad německých okupačních orgánů. Mimo jiné vykonal popravu SS-Oberscharführera Franze Bürkla či "Varšavského kata", SS-Brigadeführera Franze Kutschery. Spolu s dalším harcerským praporem Zośka byl elitní jednotkou varšavského povstání, v němž bojoval v rámci skupiny Radosław. V jeho řadách bojovali a padli např. básníci Józef Szczepański a Krzysztof Kamil Baczyński. Jednotka obdržela Stříbrný kříž Virtuti Militari.